# Цейлонский крыжовник
Цейлонский крыжовник, или Кетамбилла (лат. Dovyalis hebecarpa), — плодовое дерево, вид рода Dovyalis семейства Ивовые.

## Описание
Кетембилла — маленькое листопадное дерево высотой 4,5—6 м, с овальными мелкобархатистыми серо-зелёными листьями, 7—10 см длиной с бледно-розовыми черешками. Цветки зеленовато-жёлтые безлепестковые, диаметром 1,25 см. Плод сферический, диаметром 1,25—2,5 см, с тонкой жёсткой бархатистой кожицей, от оранжевого (когда недозрелый) до тёмно-пурпурного цвета, при созревании. Внутри плода содержится сочная кислая пурпурно-красная мякоть с 9—12 семенами, 6 мм длиной.

## Распространение
Родина кетембиллы — Шри-Ланка. В настоящее время она интродуцирована и культивируется в Южной Флориде, на Гавайских островах, Пуэрто-Рико, Кубе и Филиппинах.

## Использование
Плоды кетембиллы используются прежде всего для получения желе и джемов.